# Atypha promethea
Atypha promethea là một loài bướm đêm trong họ Noctuidae.